# دبلیو. اس. ون دایک
دبلیو. اس. ون دایک (انگلیسی: W. S. Van Dyke; ۲۱ مارس ۱۸۸۹ – ۵ فوریهٔ ۱۹۴۳) کارگردان اهل ایالات متحده آمریکا بود.

## فیلم‌شناسی
- یه مرد لاغر دیگه
- جمع اضداد محال است
- تعصب
- ملودرام منهتن
- هورن بازرگان
- ماری آنتوانت
- به دنبال مرد لاغر
- سان فرانسیسکو
- مرد لاغر
- ماریتای بدذات
- الیور توئیست
- گردباد ملایم